# پیرپزشکی

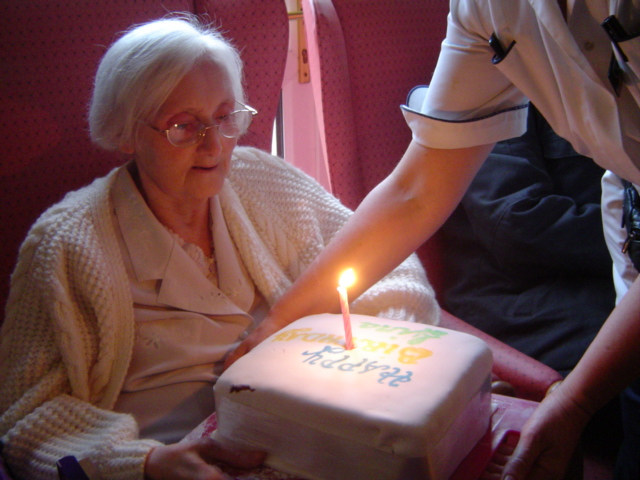
یک زن سالخورده در یک خانهٔ مراقبت مسکونی

پیرپزشکی یا پزشکی سالمندان (به انگلیسی: Geriatrics) فوق تخصصی از پزشکی داخلی است که بر مراقبت‌های بهداشتی از افراد سالخورده تمرکز دارد. هدف آن بهبود سلامت با پیش‌گیری و درمان بیماری‌ها و ناتوانی‌ها در بزرگسالان سالخورده است. هیچ سن مشخصی که در آن بیماران تحت مراقبت یک پیرپزشک قرار بگیرند وجود ندارد، در عوض تصمیم این موضوع با توجه به نیازهای فردی بیمار و در دسترس بودن متخصص تعیین می‌شود.
پیرپزشکی، که مراقبت از افراد سالخورده است، با پیری‌شناسی که مطالعهٔ خودِ فرایند سالخوردگی است، تفاوت دارد.

## ریشه‌شناسی
مشتق از بن‌های یونانی باستان:
- γέρος با تلفظ گروس به معنای پیر
- ἰατρός با تلفظ یاتروس به معنای پزشک